# A-ha
A-ha (egentligen a-ha) är ett norskt pop och rockband, bildat i Oslo 1982 av medlemmarna Magne Furuholmen (synthesizer, gitarr, sång), Pål Waaktaar (numera Paul Waaktaar-Savoy) (synthesizer, gitarr, trummor, sång) och Morten Harket (sång). Gruppen tog en paus 1994, och gjorde comeback 2000. Gruppen splittrades 2010 efter en avslutande världsturné.  Sista spelningen skedde 4 december på Spektrum i Oslo men gruppen återförenades 2015.

## Biografi
Gruppen hette ursprungligen Aha men blev tvungna att byta namn för att inte förväxlas med powerpop-gruppen med samma namn. a-ha slog igenom 1985 med den världsomspännande hitsingeln "Take on Me" som blev lanserad med en för sin tid mycket banbrytande och innovativ musikvideo som var till hälften animerad. Låten blev etta i USA och nådde Englandslistans andraplats i november 1985. Låten blev också etta i Tyskland, Nederländerna, Sverige och Italien. Den andra singeln som släpptes, "The Sun Always Shines on TV", blev etta i England. Gruppen har sålt över 30 miljoner album totalt över hela världen. Totalt inklusive singlar och EP-skivor har a-ha sålt över 70 miljoner skivor.
1987 framförde a-ha ledmotivet med samma namn till James Bond-filmen "The Living Daylights" (Iskallt uppdrag). A-ha framförde också den officiella låten för Paralympiska vinterspelen 1994 i Lillehammer. Den hette "Shapes That Go Together". Det var den sista a-ha-låten före splittringen 1994. Trion gjorde comeback år 2000 med singeln "Summer Moved On" och har senare haft framgångar med singlarna "Forever Not Yours" och "Analogue – All I Want". År 2002 använde man delar av Morten Skalleruds kortfilm "A Year Around an Abandoned Road" som musikvideo till singeln "Lifelines".
Den 2 juli 2005 spelade de i Berlin under välgörenhetsevenemanget Live 8 och var därmed den enda nordiska akten att medverka under dessa konserter.
2007 medverkade gruppen med ett bidrag på Amnestys album "Make Some Noise - The Amnesty International Campaign to save Darfur", där flera artister och grupper bidrog med egna versioner av John Lennons låtar. a-ha bidrog med en version av låten "#9 Dream". Intäkterna från albumet gick oavkortat till hjälp för Darfur. 2008 spelade a-ha i Royal Albert Hall. I juni 2009 kom albumet Foot of the Mountain med nya låtar som "Nothing Is Keeping You Here" och "Shadowside". En av de mer omfattande turnéerna på länge följde albumet. 
De tre bandmedlemmarna har alla var för sig släppt ett antal soloskivor (Morten Harket 4, Paul Waaktaar-Savoy 6, Magne "Mags" Furuholmen 3). Gruppen har samarbetat med en rad andra artister såsom Jevetta Steele, Graham Nash, The Everly Brothers, D'Sound, Jorun Bøgeberg, Anneli Drecker och Ane Brun.
"Take on Me" blev i september 2008 framröstad till den ultimata 80-talssingeln på RememberTheEighties.com.
I oktober 2009 offentliggjorde a-ha att de går skilda vägar 25 år efter genombrottet. Gruppen sade tack för sig med en världsturné under 2010. Den sista singeln som gruppen släppte heter "Butterfly, Butterfly (The Last Hurrah)". Den sista konserten skedde på Spektrum i Oslo den 4 december 2010.
På bandets webbplats skrev bandmedlemmarna i oktober 2009 att de "bokstavligen har levt det ultimata pojkäventyret, men det är dags att jaga andra meningsfulla aspekter av livet".
År 2011 blev de som en av de första artisterna invalda i Rockheim Hall of Fame. a-ha återförenades 2015 och har bland annat spelat in albumet Cast In Steel.

## Diskografi

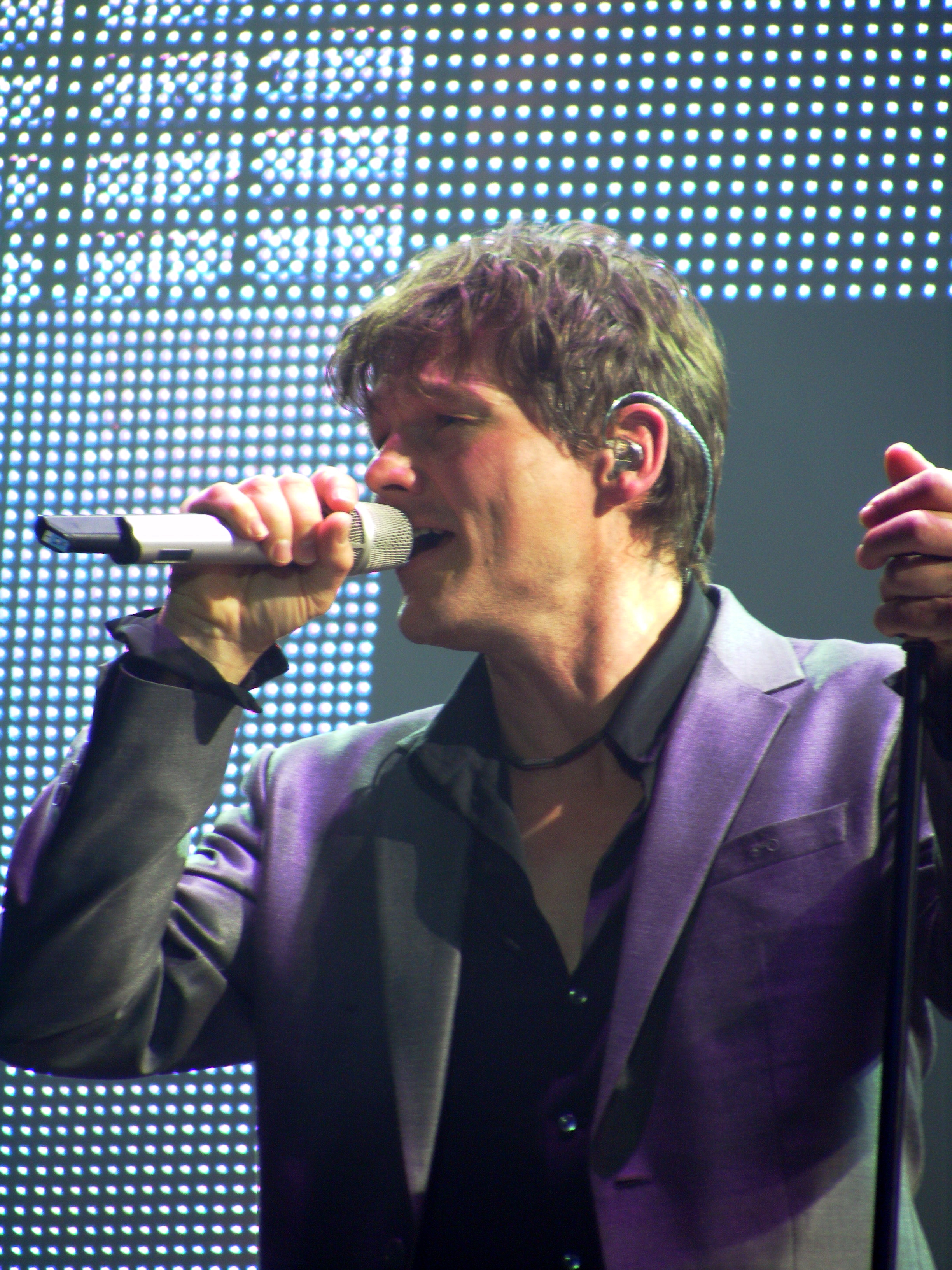
Morten Harket

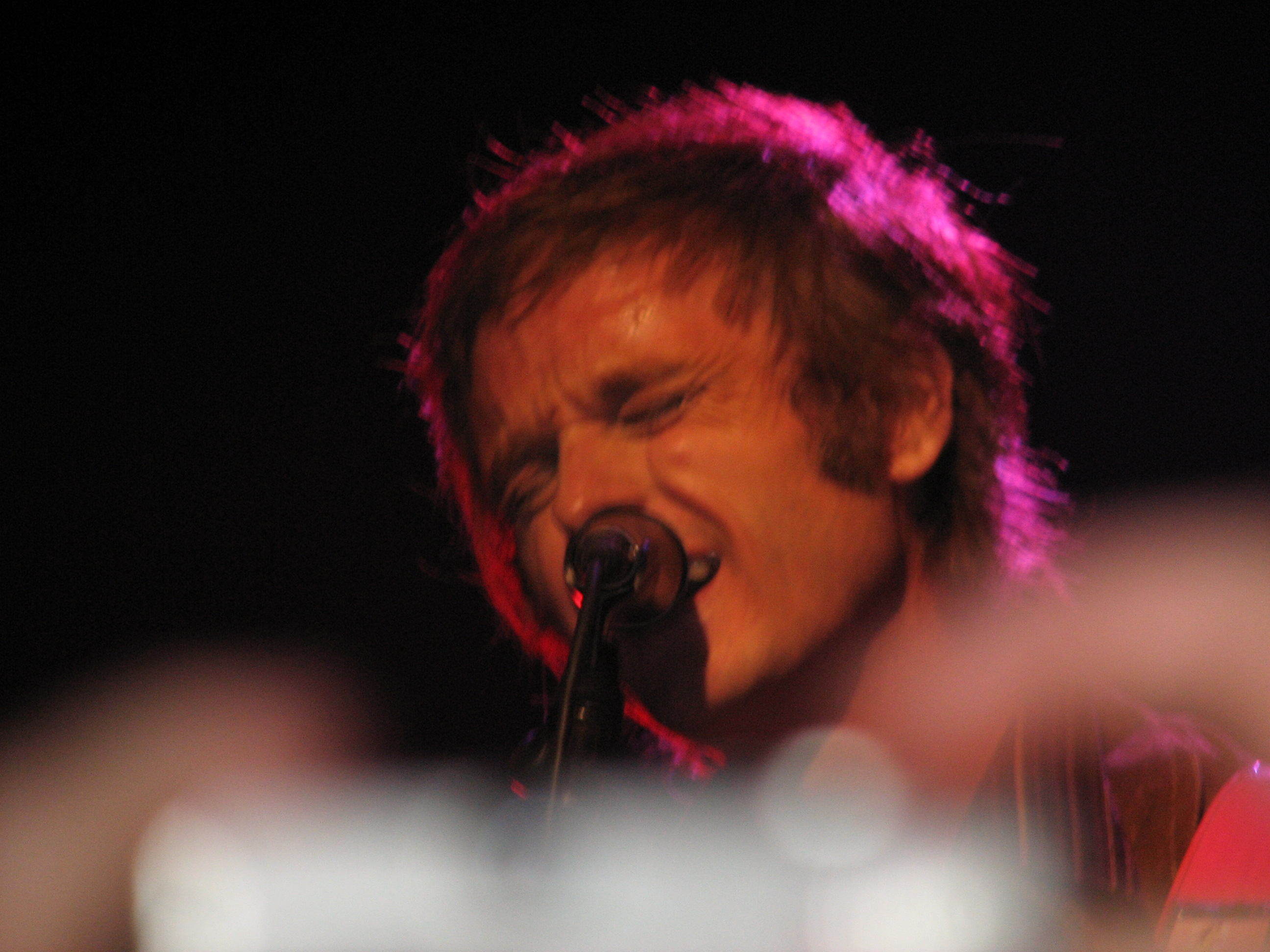
Pål Waaktaar (numera Paul Waaktaar-Savoy)

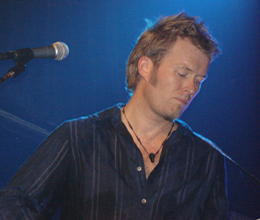
Magne Furuholmen

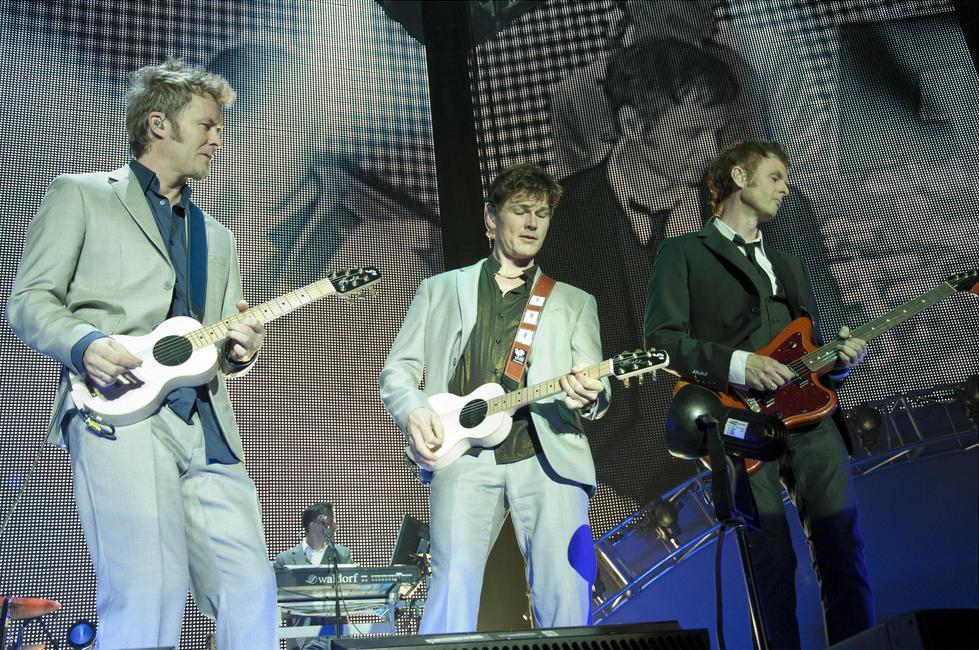
a-ha live i Palacio Vistalegre, Madrid, 14 oktober 2010

### Album
Studioalbum
- Hunting High and Low (1985)
- Scoundrel Days (1986)
- Stay on These Roads (1988)
- East of the Sun – West of the Moon (1990)
- Memorial Beach (1993)
- Minor Earth - Major Sky (2000)
- Lifelines (2002)
- Analogue (2005)
- Foot of the Mountain (2009)
- Cast in Steel (2015)
- True North (2022)

Livealbum
- A-ha Live at Vallhall – Homecoming Grimstad Benefit Concert (2001)
- How Can I Sleep With Your Voice In My Head (2003) (2CD)
- A-ha Live at Vallhall – Sight & Sound series CD & DVD set (2008) (CD+DVD)
- Ending on a High Note: The Final Concert (2011)
- MTV Unplugged – Summer Solstice (2017)

Samlingsalbum
- On Tour in Brazil (1989)
- Best in Brazil (1989)
- A-ha en Argentina (1984)
- Headlines And Deadlines: The Hits of a-ha (1991)
- Minor Earth Major Box (2001)
- A-ha Tour Brasil – Agosto 2002 (2002)
- The Demo Tapes (2004)
- The Singles 1984-2004 (2004)
- The Definitive Singles Collection 1984–2004 (2005)
- A-ha Trilogy: Three Classic Albums (2005)
- Hunting High and Low (Deluxe Edition) (2010)
- Scoundrel Days (Deluxe Edition) (2010)
- 25 (2010)
- Hunting High and Low Super Deluxe 30th Anniversary Edition (2015)
- Stay on These Roads (Deluxe Edition) (2015)
- East of the Sun (Deluxe Edition) (2015)
- Memorial Beach (Deluxe Edition) (2015)
- Time and Again: The Ultimate a-ha (2016)

### Singlar
- "Take on Me" (1985)
- "Love Is Reason" (1985)
- "The Sun Always Shines on TV" (1985)
- "Train Of Thought" (1986)
- "Hunting High and Low" (1986)
- "I've Been Losing You" (1986)
- "Cry Wolf" (1986)
- "Maybe, Maybe" (1986)
- "Manhattan Skyline" (1987)
- "The Living Daylights" (1987)
- "Stay on These Roads" (1988)
- "The Blood That Moves the Body" (1988)
- "Touchy!" (1988)
- "You Are the One" (1988)
- "There's Never a Forever Thing" (1989)
- "Crying in the Rain" (1989)
- "I Call Your Name" (1990)
- "Early Morning" (1991)
- "Waiting for Her" (1991)
- "Move to Memphis" (1991)
- "Dark Is the Night" (1993)
- "Angel in the Snow" (1993)
- "Lie Down in Darkness" (1993)
- "Shapes That Go Together" (1994)
- "Summer Moved On" (2000)
- "Minor Earth Major Sky" (2000)
- "Velvet" (2000)
- "The Sun Never Shone That Day" (2000)
- "Minor Earth Major Box" (2001) (box med fyra cd-singlar: "Summer Moved On", "Minor Earth Major Sky", "Velvet", "The Sun Never Shone That Day")
- "Forever Not Yours" (2002)
- "Lifelines" (2002)
- "Did Anyone Approach You?" (2002)
- "The Sun Always Shines On T.V. Live" (2003)
- "Celice" (2005)
- "Birthright" (2005)
- "Analogue (All I Want)" (2006)
- "Cosy Prisons" (2006)
- "Foot Of The Mountain" (2009)
- "Nothing Is Keeping You Here" (2009)
- "Shadowside" (2009)
- "Butterfly, Butterfly (The Last Hurrah)" (2010)
- "Under The Makeup" (2015)
- "Cast in Steel" (remix) (2016)
- "This Is Our Home" (akustisk) (2017)
- "Take On Me" (akustisk) (2017)
- "I'm In" (2022)
- "You Have What It Takes" (2022)